# Electrolux

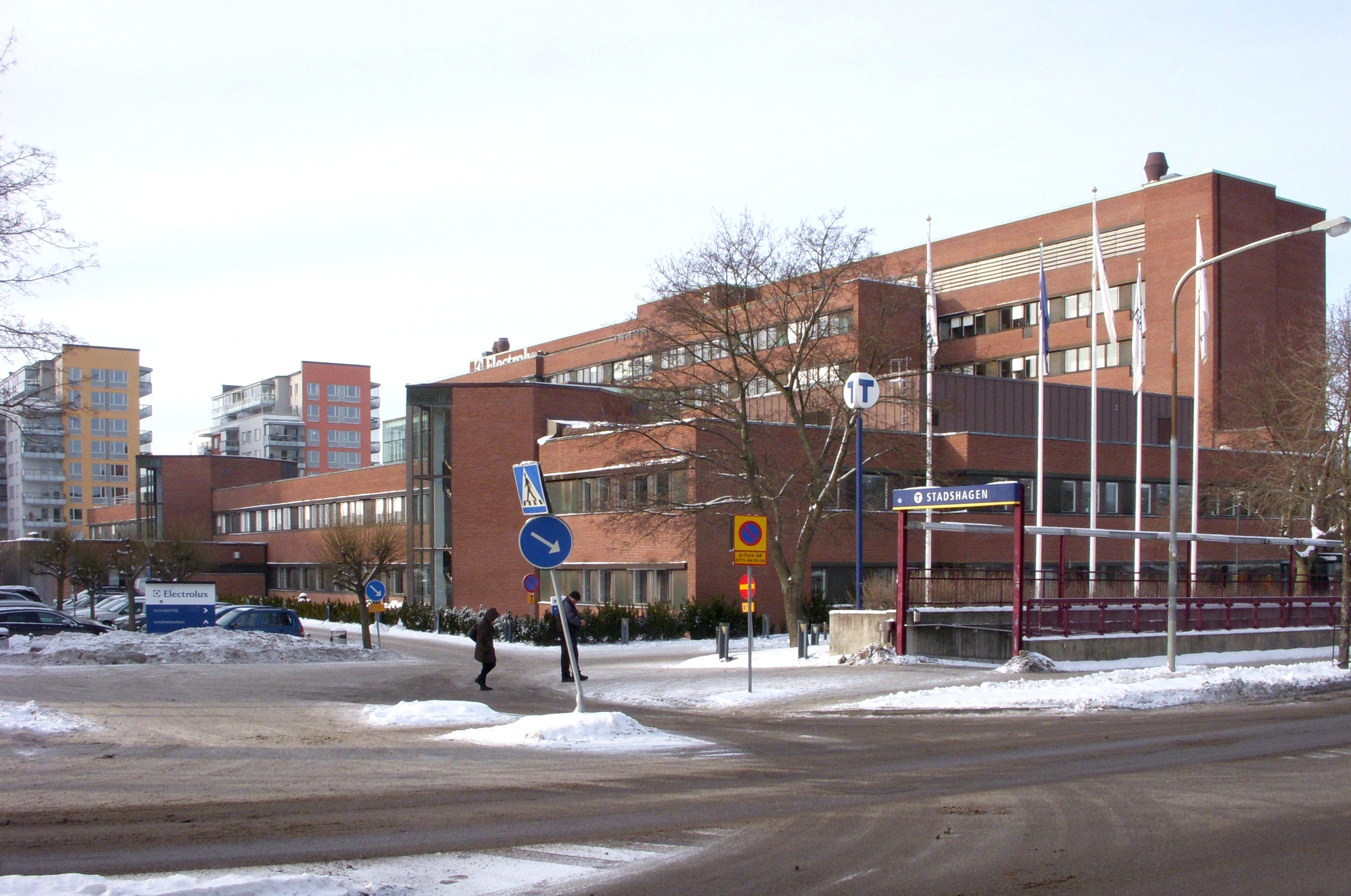
Осідок у Стокгольмі

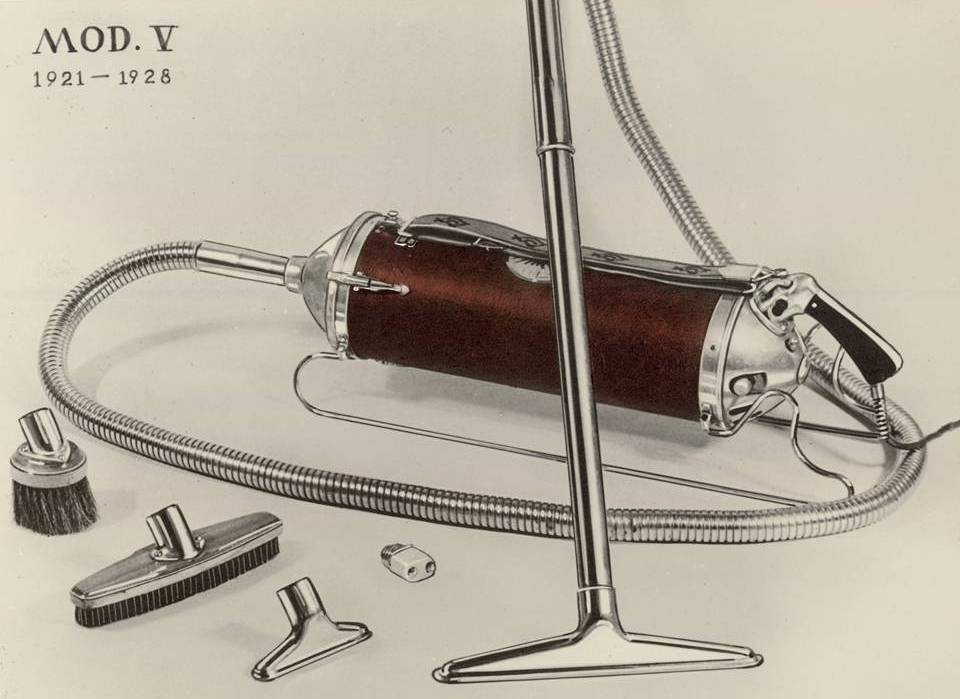
Модель №V

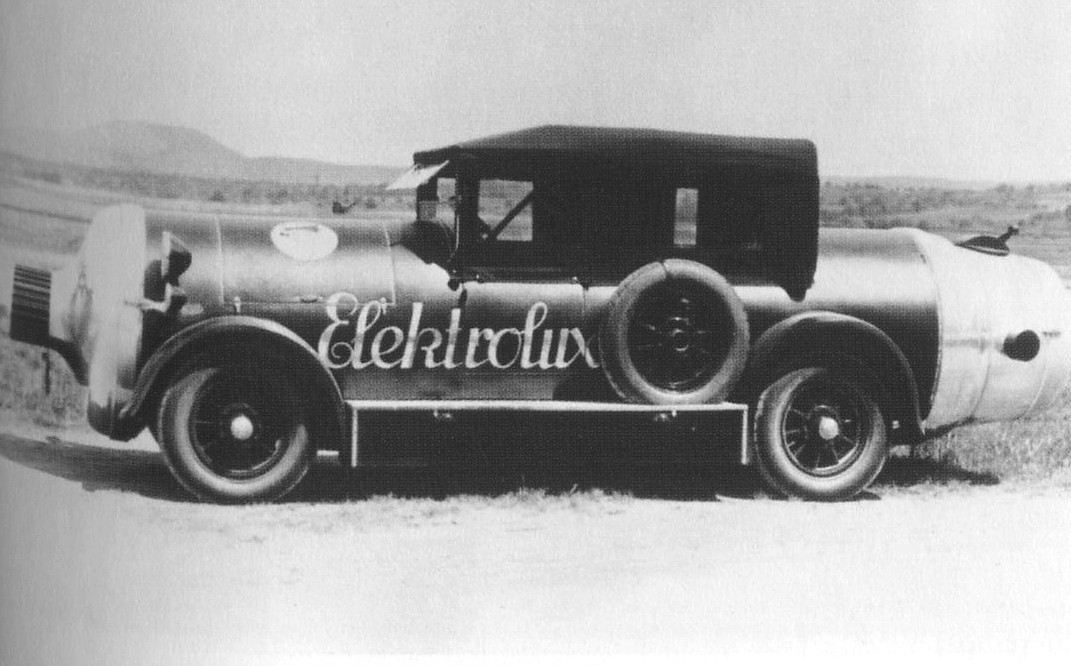
Автомобіль для реклами пилососів Electrolux, 1920-і роки.

Електролюкс (швед. Electrolux) — шведський концерн, один з провідних світових інноваційних виробників широкого спектра електричних і газових приладів для домашніх і професійних потреб. Щорічно компанія продає понад 50 мільйонів своїх виробів споживачам зі 150 країн світу. Штаб-квартира базується в Стокгольмі, Швеція. Існує близько 60 офісів концерну в різних країнах світу.
Техніка Electrolux виготовляється на заводах, що розташовані в більш ніж 10 країнах Європи, зокрема в Україні. Продукція Electrolux продається під різними торговими марками (в тому числі власними) і являє собою переважно побутову техніку та пилососи, призначені для домашнього використання. Electrolux має основний лістинг на Стокгольмській фондовій біржі та входить до індексу OMX Stockholm 30. 

## Історія
У 1910 р. у Стокгольмі підприємець Аксель Веннер-Грен (Axel Wenner-Gren) заснував компанію під назвою Elektromekaniska AB.
У 1912 р. починається співпраця Elektromekaniska AB з підприємством AB Lux (Стокгольм, Швеція), що виробляє з 1901 р. вуличні гасові лампи під маркою Lux. Тоді ж (у 1912 р.) компанія запускає виробництво першого побутового пилососа (модель Lux 1).
1919 — засновано компанію Electrolux після злиття Elektromekaniska AB з AB Lux (тогочасна назва компанії Elektrolux AB, написання якої було змінено на сучасне Electrolux тільки в 1957 році).
1921 — Electrolux виготовляє побутовий пилосос на полозах — модель №V. Це була перша побутова модель пилососа, пристосованого для регулярного зручного використання в побуті.
1925 — створюється перший у світі абсорбційний (безкомпресорний) холодильник D-fridge, винахідником якого став Альберт Ейнштейн (див. холодильник Ейнштейна).
1951 — виготовляється перша побутова пральна машина Electrolux W20.
1959 — створюється перша компактна посудомийна машина Electrolux D30.
1964 — виготовляється перший у світі пилосос Luxomatic Z90 з одноразовим мішком для пилу, індикатором заповнення та змотуванням шнура.
1975 — створюється перший пилосос Electrolux Z320 на колесах та з автоматичним вимиканням при заповненні мішка.
2013 — запуск унікальної лінійки техніки Electrolux Platinum, що призначена для продажу ексклюзивно в країнах Східної Європи та Кавказу.
2015 — старт виробництва вузьких пральних машин Electrolux з інверторним мотором на власному заводі в Івано-Франківську, Україна.
Концерн продовжує регулярні розробку та виготовлення сучасної побутової і професійної техніки для приготування і зберігання продуктів харчування, прання та інших цілей.

### Злиття та поглинання
- 1919 — злиття Elektromekaniska AB і AB Lux та заснування компанії Electrolux
- 1934 — придбана Volta AB, Швеція
- 1962 — придбана Elektro Helios, Швеція
- 1976 — придбані Arthur Martin і Tornado (пилососи), Франція
- 1978 — придбані Husqvarna, Швеція і Therma, Швейцарія
- 1979 — придбана Tappan, США
- 1984 — придбана Zanussi, Італія
- 1986 — придбана White Consolidated, США
- 1987 — придбана Corberó y Domar, Іспанія
- 1991 — придбана Lehel, Угорщина
- 1995 — придбана AEG Hausgeräte GmbH, Німеччина
- 1996 — придбана Refripar, Бразилія
- 2006 — Husqvarna AB, Швеція, виділена через спін-оф у самостійну компанію
- 2011 — придбані Olympic Group, Єгипет, і CTI (Compania Tecno Industrial SA), Чилі

На сьогодні в склад концерну Electrolux входять близько 40 брендів.

## Власники та керівництво
Найбільші акціонери (станом на 31 грудня 2008 року): шведський інвестиційний холдинг Investor — 28,8 % голосуючих акцій (12,7 % статутного капіталу), Capital Group Funds — 7,2 % (9,2 %), Alecta Pension Insurance — 5,6 % (5,6 %).
Голова ради директорів компанії — Маркус Валленберг (Marcus Wallenberg), президент — Кейт Маклафлін (Keith McLoughlin).

## Electrolux в Україні
У 2010 р. Electrolux за 19 млн євро придбав в італійської компанії Antonio Merloni завод «Українська побутова техніка», розташований в Івано-Франківську.
Виробництво пральних машин марок Electrolux та Zanussi в Україні почалося у квітні 2011 року на повністю переобладнаному підприємстві. Потужності найсучаснішої лінії виробництва Electrolux дають змогу виготовляти більш ніж 300 тис. одиниць техніки Electrolux і Zanussi на рік, внаслідок чого сукупна частка обох торгових марок на українському ринку суттєво зросла.
Продукція заводу Electrolux (м. Івано-Франківськ, Україна) постачається в більш ніж 25 країн світу.
Підприємство працює за стандартом контролю виробництва EMS (Electrolux Manufacturing System), що впроваджено на всіх без винятку заводах концерну Electrolux.

## Додаткова інформація
Концерн Electrolux — єдиний виробник еталонної пральної машини Electrolux Wascator, що застосовується в галузі для визначення класу прання за міжнародними стандартами IES та ISO.